# Asahi Camera
Asahi Camera (japonsky アサヒカメラ, Asahi kamera) byl japonský měsíční fotografický časopis, vydávaný od dubna 1926 do července 2020, kdy byl vysazen z důvodu klesajícího odbytu.

## Historie
| Rok    | Měsíce              | Fotograf         |
| ------ | ------------------- | ---------------- |
| 1962   | leden – prosinec    | Kičisaburó Anzai |
| 1963   | leden – prosinec    | Masaaki Imamura  |
| 1964   | leden – duben       | Noriaki Jokosuka |
| 1964   | květen – srpen      | Naoja Sugiki     |
| 1964   | září – prosinec     | Hiroki Hajaši    |
| 1965   | leden – duben       | Hideki Fudžii    |
| 1965   | květen – srpen      | Hiroši Nagaoka   |
| 1965   | září – prosinec     | Tošio Tateiši    |
| 1966   | leden – duben       | Masaaki Nišimija |
| 1966   | květen – srpen      | Šigedži Asano    |
| 1966   | září – prosinec     | Kazumi Kurigami  |
| 1967–8 | –                   | –                |
| 1969   | leden – prosinec    | Kazumi Kurigami  |
| 1970   | leden – prosinec    | Daidó Morijama   |
| 1971   | leden – prosinec    | Umihiko Koniši   |
| 1972   | leden – prosinec    | Kišin Šinojama   |
| 1973   | leden – prosinec    | Jutaka Takanaši  |
| 1974   | leden – prosinec    | Akira Sató       |
| 1975   | leden – prosinec    | Hadžime Sawatari |
| 1976   | leden – prosinec    | Šin Janagisawa   |
| 1977   | leden – prosinec    | Šundži Ókura     |
| 1978   | –                   | –                |
| 1979   | leden – prosinec    | Akira Sató       |
| 1980   | leden – prosinec    | Takamasa Inamura |
| 1981   | leden – prosinec    | Kóiči Inakoši    |
| 1982   | leden – červen      | Bišin Júmondži   |
| 1982   | červenec – prosinec | Noriaki Jokosuka |
| 1983   | leden – prosinec    | Hadžime Sawatari |
| 1984   | –                   | –                |
| 1985   | leden – prosinec    | Hadžime Sawatari |

První vydání vyšlo v dubnu 1926. Od počátku jej publikoval Asahi šimbun-ša, vydavatel deníku Asahi šimbun. Hlavní sídlo bylo v Tokiu.
Od vydání z ledna 1941 se sloučil s časopisy Geidžucu šašin kenkjú (芸術写真研究, „Studie uměleckých fotografií“) a Šózó šašin kenkjú (肖像写真研究, „Studie portrétních fotografií“). Vydávání bylo pozastaveno vydáním z dubna 1942.
Vydávání bylo obnoveno po druhé světové válce vydáním z října 1949. Obálka časopisu obsahovala monochromatický portrét dívky od Iheie Kimury, který se stal hlavním přispěvatelem.
Asahi Camera se pokoušela uspokojit zájmy ve všech oblastech fotografie krátkými monochromatickými a barevnými portfolii od zavedených i nových fotografů (většina, ale ne všichni Japonci), soutěžemi pro čtenáře, články o technice a (z velké části redakční) novinky a testy zařízení. Vydání z dubna 2006 mělo například přes čtyři sta stránek (mnoho z nich reklamních, ale velká většina úvodníků) s pěti nebo více stranami věnovanými práci každého z deseti fotografů, vyhlášení nejnovější Cena za fotografii Ihei Kimury, články o vybavení (nové, staré i budoucí), soutěže a mnoho dalšího.
I když vezmeme v úvahu pouze jeho nepřetržité roky vydávání, od roku 1949 byl Asahi Camera nejstarším dochovaným japonským fotografickým časopisem. Jako každý časopis, který se snaží uspokojit čtenáře s velmi odlišnými zájmy, byl někdy kritizován za to, že žádnému z nich nesloužil zvlášť dobře, ale jeho recenze vybavení se zdály být stejně přísné jako všechny ostatní a stále přitahoval některé z nejlepších fotografů pro svá portfolia. Stejně jako u mnoha fotografických časopisů se na mnoha jeho obálkách náhodně objevily konvenčně atraktivní mladé ženy (někdy nahé) a celkový dojem, který vyvolal, byl nedobrodružný, ale odvaha byla na japonském trhu časopisů vzácným zbožím a Asahi Camera dokázal ukázat práci, kterou nelze považovat za komerční.
Od zániku Camera Mainiči v roce 1985 se jediným konkurentem jako časopis pokoušejícím se uspokojit všechny fotografické zájmy stal Nippon Camera.
Od svého vzniku v roce 1926 až do roku 1932 byl časopis, kromě názvu v katakaně, prominentně titulován v angličtině, Asahi Camera: The Japanese Journal of Photography. Zkrácená verze, Asahi Camera, pokračoval jako alternativní titul až do konce dvacátého století, ale pak byl zapisován jako "ASAHICAMERA".